# ريموند لوديكي
ريموند لوديكي (مواليد 1944) هو ملحن أمريكي / كندي للموسيقى الكلاسيكية المعاصرلة. تم الإشادة به لكتابته الآلية المميزة ولتنسيقه، ركز ليديك مؤخرًا على أعمال المسرح الموسيقي. على الرغم من ولادته في مدينة نيويورك، فقد أمضى 29 عامًا كمساعد رئيسي للكلارينيت في اوركسترا تورنتو السيمفوني، وهو المنصب الذي تركه في عام 2010. راي لوديكي، مواطن مزدوج الجنسية من الولايات المتحدة وكندا، وهو المدير الفني لـ فويس افاير اوبرا سابريت في مدينة نيويورك.